# Distomatose
 Mise en garde médicale
Les distomatoses sont des parasitoses provoquées par des douves ou distomes, vers plats parasites trématodes.
Ce sont des anthropozoonoses, communes à l’homme et à certains animaux. L’atteinte humaine est accidentelle et occasionnelle. 
On distingue selon l’organe infecté, les distomatoses hépatobiliaires, intestinales et pulmonaires.

## Distomatoses hépatobiliaires
Parmi les distomatoses hépatobiliaires, on distingue :
- distomatose ou fasciolose à Fasciola hepatica
- distomatose à petite douve du foie due au Dicrocoelium dendriticum
- distomatose à douve de Chine ou clonorchose due à Clonorchis sinensis
- distomatose à douve des félidés due à Opisthorchis felineus.

## Distomatoses pulmonaires
Parmi les distomatoses pulmonaires, ou paragonimoses, on distingue :
- distomatose à Paragonimus ringeri
- distomatose à Paragonimus kellicoti
- distomatose à Paragonimus szechuananensis, en Chine
- distomatose à Paragonimus westermani , en Asie du Sud-Est et Afrique intertropicale
- distomatose à Paragonimus africanus, en Afrique
- distomatose à Paragonimus mexicanus, en Amérique du Sud.

## Distomatoses intestinales
Parmi les distomatoses intestinales, on distingue :
- distomatose à Fasciolopsis buski[1]
- distomatose à Heterophyes heterophyes
- distomatose à Metagonimus yokogawai
- distomatose à Gastrodiscoides hominis
- distomatose à Watsonius watsoni
- distomatose à Echinostoma ilocanum.